# Serhi Hubryniuk
Serhi Hubryniuk –en ucraniano, Сергій Губриьнюк– (2 de enero de 1970) es un deportista ucraniano que compitió en lucha libre. Ganó una medalla de plata en el Campeonato Europeo de Lucha de 1995, en la categoría de 82 kg.

## Palmarés internacional
| Campeonato Europeo | Campeonato Europeo  | Campeonato Europeo | Campeonato Europeo |
| Año                | Lugar               | Medalla            | Categoría          |
| ------------------ | ------------------- | ------------------ | ------------------ |
| 1995               | Friburgo (Alemania) | Medalla de plata   | 82 kg              |